# Bettina Geysen
Bettina Geysen (Wilrijk, 17 juli 1969) is een Vlaamse onderneemster, gewezen partijvoorzitster, televisiemanager en televisiepresentatrice.
Van oktober 2007 tot 19 november 2008 was ze voorzitster van Spirit/VlaamsProgressieven. Daarvoor werkte ze voor de VRT als journaliste en later als directrice van de televisiezender één.  In november 2008 moest ze opstappen als voorzitster van de VlaamsProgressieven wegens exorbitante onkostennota's die zij en haar levenspartner Aimé Van Hecke volgens het Rekenhof en het weekblad Knack gemaakt hebben in 2006 in de periode dat beiden voor de VRT werkten.  Later richtte ze het bedrijf Youtell op, een productiehuis dat bedrijfsfilms en gepersonaliseerde televisieportretten van privépersonen maakt.

## Studies
Geysen studeerde communicatiemanagement aan de Karel de Grote-Hogeschool in Antwerpen en algemeen, marketing en financieel management aan de Vlerick Management School in Gent.

## Loopbaan
Bettina Geysen was 14 jaar toen ze haar eerste reportages maakte voor het jongerenmagazine Imago van Radio 1. Als jobstudente deed ze ook enkele jaren ervaring op bij het marktonderzoekbureau Censydiam (nu Synovate). In 1988 kwam ze in vaste dienst bij Radio Vlaanderen Internationaal. Vanaf 1991 werkte ze voor Radio 2. In 1997 startte Bettina Geysen bij de dienst Strategie van de Vlaamse Radio- en Televisieomroep (VRT). Enige tijd later stapte zij over naar de praktijk, eerst als televisieomroepster en later ook als interviewer en reporter voor het televisieprogramma Familiezaken. In 2000 ging ze dan aan de slag als programma-adviseur bij Canvas/Ketnet, de tweede televisiezender van de VRT. Al snel werd ze verantwoordelijk voor het dagelijkse beleid bij Canvas/Ketnet en TV1, de twee televisienetten van de VRT, eerst als adjunct-netmanager en vervolgens als netmanager. Tijdens haar beleid werd TV1 omgevormd tot Eén. Begin 2007 werd ze de levenspartner van Aimé Van Hecke, op dat moment algemeen directeur van de VRT, aan wie ze rechtstreeks rapporteerde. Om die reden veranderde ze van functie en startte als directrice Nieuwe Media bij de VRT.
In september 2007 stapte Bettina Geysen over naar de politiek als voorzitster van de Vlaamse politieke partij Spirit (nu Sociaal-Liberale Partij).
In juni 2010 richtte Bettina het bedrijf Youtell op, een productiehuis dat bedrijfsfilms en gepersonaliseerde televisieportretten van privépersonen maakt.

## Politieke carrière
In juni 2006 stelde Bettina Geysen zich verkiesbaar in Lier bij de gemeenteraadsverkiezingen van 2006, als onafhankelijke lijstduwster bij Lier Leeft (een samenwerking tussen Spirit, sp.a en onafhankelijken), o.l.v. Els Van Weert.
In september 2007 werd Bettina Geysen voorzitster van de Vlaamse politieke partij Spirit (thans Sociaal-Liberale Partij). Ze vormde de naam van de partij om tot VlaamsProgressieven. Ze was door de partijtop en met name door Bert Anciaux naar voren geschoven nadat voorzitter Geert Lambert een stap terug had gezet na de nederlaag van Spirit bij de verkiezingen van 2007.
Op de nieuwjaarsreceptie van de partij begin 2008 trok Geysen een hoofddoek aan als statement tegen het hoofddoekenverbod van het stadsbestuur van Gent.  In januari 2008 voerde Bettina Geysen actie in Antwerpen en poseerde bij een zilverwitte Porsche tegen het feit dat in de Belgische indexkorf dure producten zitten zoals luxewagens en verre reizen zitten, omdat haar partij volgens haar begaan is met de minderbedeelden in Vlaanderen.  Ze lag mee aan de basis van de naamsverandering in april 2008 van de partij Spirit naar de naam VlaamsProgressieven (Vl.Pro).

### In opspraak
Op 19 november 2008 zag ze zich genoodzaakt om ontslag te nemen als voorzitster van de VlaamsProgressieven toen uitlekte dat ze in 2006 samen met haar levenspartner Aimé Van Hecke een reeks exorbitante onkostennota's had gemaakt in de tijd dat ze netmanager bij de VRT was.  Daarbij was onder meer een verblijf in de juniorsuite van het Hotel Métropole bij Cannes, tegen 470 euro per nacht. Verplaatsingen gebeurden met een huurwagen BMW 325i, voor 965 euro. De kosten van een spa-oord vond de boekhouder van de VRT te ver gaan..  Eerste ondervoorzitster Nelly Maes nam als interim-voorzitster haar taak over.

## Personalia
Bettina Geysen woont in het hart van Lier en is moeder van 2 kinderen.  Na de geboorte van haar twee kinderen werd ze de levenspartner van Aimé Van Hecke, voormalig afgevaardigde bestuurder van Sanoma Media Belgium, met wie ze in september 2010 huwde. Ze is de dochter van Jan Geysen.